# Valentina Bodrug-Lungu
Valentina Bodrug-Lungu (Chisináu, 24 de febrero de 1961) es una académica de estudios de género de Moldavia, fundadora y presidenta de Gender Centru, una organización no gubernamental que busca educar a la sociedad moldava sobre cuestiones de género. También es profesora adjunta en la Facultad de Psicología y Pedagogía de la Universidad Estatal de Moldavia y fue pionera en los estudios de género como disciplina allí.

## Carrera
Educada en la Universidad Estatal de Moldavia, Bodrug-Lungu obtuvo su doctorado en 2009 con una tesis titulada 'Teoría y metodología de la educación de género'. En 2006 coprodujo el Informe Sombra presentado a la 36.ª Sesión del Comité sobre la Eliminación de la Discriminación contra la Mujer.
Bodrug-Lungu fundó y se convirtió en presidente de Gender Centru, que es una organización no gubernamental que busca educar a la sociedad moldava sobre cuestiones de género. También es cofundadora de la Plataforma para la Igualdad de Género, Moldavia. Es miembro del Consejo Nacional para la Participación de Moldavia.
ONU Mujeres le da crédito a Bodrug-Lungu por el establecimiento de la educación de género en las universidades moldavas a través de su papel en el establecimiento de un curso de maestría que incorpora el tema. En la década de 1990, también desarrolló planes de estudios preuniversitarios para escuelas centrados en „Educaţiei pentru viaţa de familie” («Educación para la vida familiar»). También es Profesora Asociada en la Facultad de Psicología y Pedagogía de la Universidad Estatal de Moldavia. Ha publicado seis monografías y más de cincuenta artículos sobre género y familia en Moldavia. Su trabajo también ha sido citado como parte de un grupo de estudios que argumenta que la identidad de género se ve afectada por el entorno escolar, así como por la familia.
De 2010 a 2015, Bodrug-Lungu participó en el desarrollo del Programa Nacional de Moldavia para la igualdad de género. Al discutir la brecha salarial de género, Bodrug-Lungu ha descrito cómo el país está atrapado entre «el patriarcado, el tradicionalismo y el modernismo». También ha hablado abiertamente sobre la necesidad de que los jóvenes sean educados sobre el acoso sexual, y sobre cómo el clima político en el país no es propicio para la participación de las mujeres en la política, a pesar de su presidenta, Maia Sandu. En 2012 visitó Austria por invitación de la Asociación Südwind para discutir el potencial de relaciones más estrechas entre los países.

## Reconocimiento
En 2012 fue galardonada con la orden moldava «Ordinul Gloria Muncii» (Orden de la Gloria del Trabajo).

## Obras seleccionadas
- Bodrug-Lungu, Valentina. "Families in Moldova." Families in eastern Europe. vol. 5. Emerald Group Publishing Limited, 2004. 173-186.[18]
- Bodrug-Lungu, Valentina. "Gendering Higher Education Curricula at Moldova State University." UNESCO-CEPES (2011): 73.
- Bodrug-Lungu, Valentina y Erin Kostina-Ritchey. "Demographic Trends and the Healthcare System in Moldova: Reforms and Challenges." Family and Health: Evolving Needs, Responsibilities, and Experiences. Vol. 8. Emerald Group Publishing Limited, 2014. 105-130.[19]
- Ganea, Eugenia.; Bodrug-Lungu, Valentina. Addressing Inequality in Vocational/Technical Education by Eliminating Gender Bias. Romanian Journal for Multidimensional Education  [s. l.], v. 10, n. 4, p. 136–155, 2018. DOI 10.18662/rrem/78.
- Bodrug-Lungu, Valentina y Mihaela Robila. "Family policies in Moldova." Handbook of family policies across the globe (2014): 211-222.[20]